# Egone atrisquamata
Egone atrisquamata là một loài bướm đêm trong họ Noctuidae.

## Hình ảnh

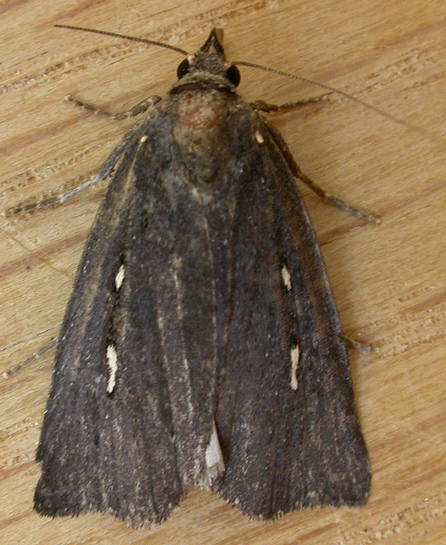